# Eparchia di Piana degli Albanesi

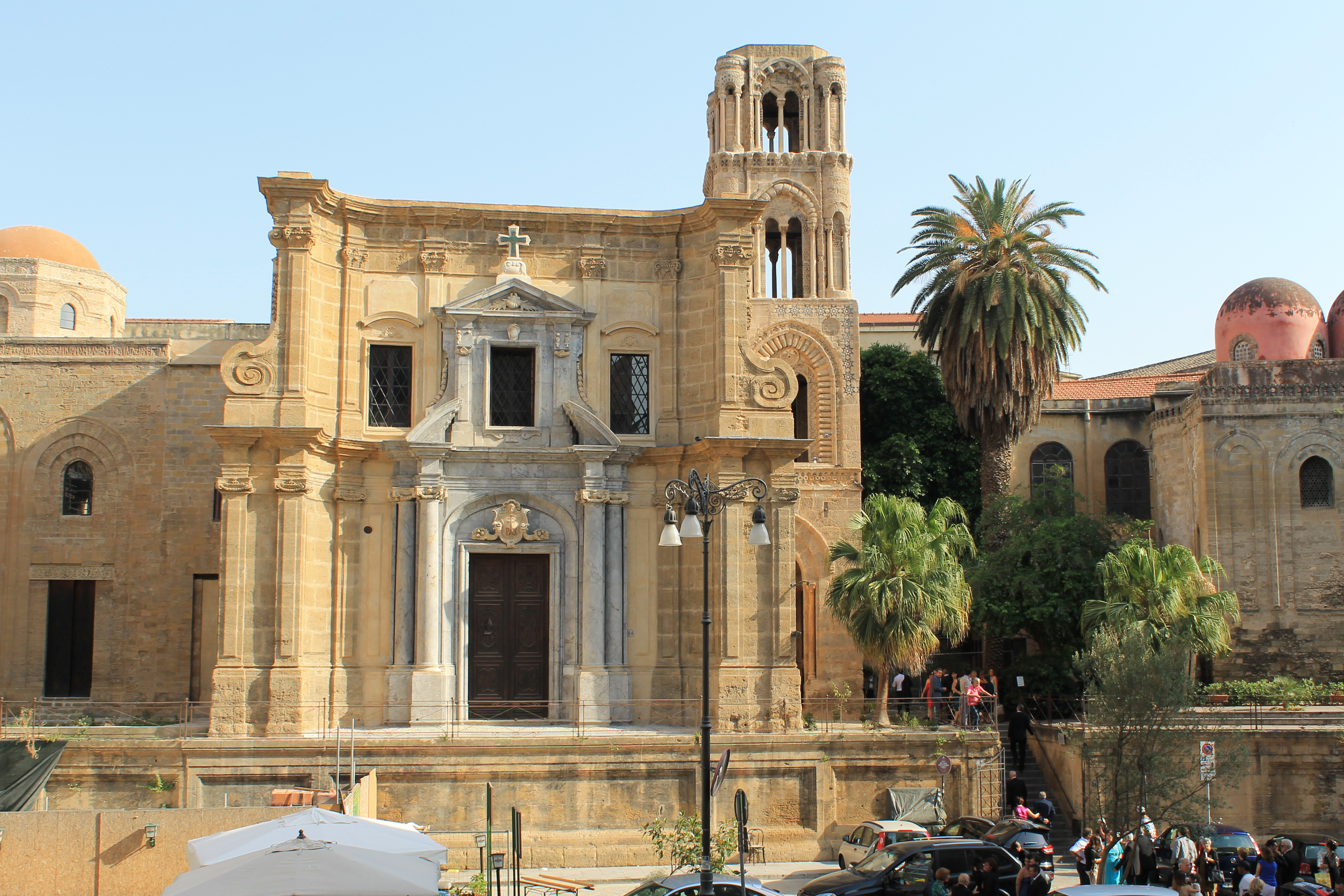
La concattedrale di San Nicolò dei Greci alla Martorana a Palermo.

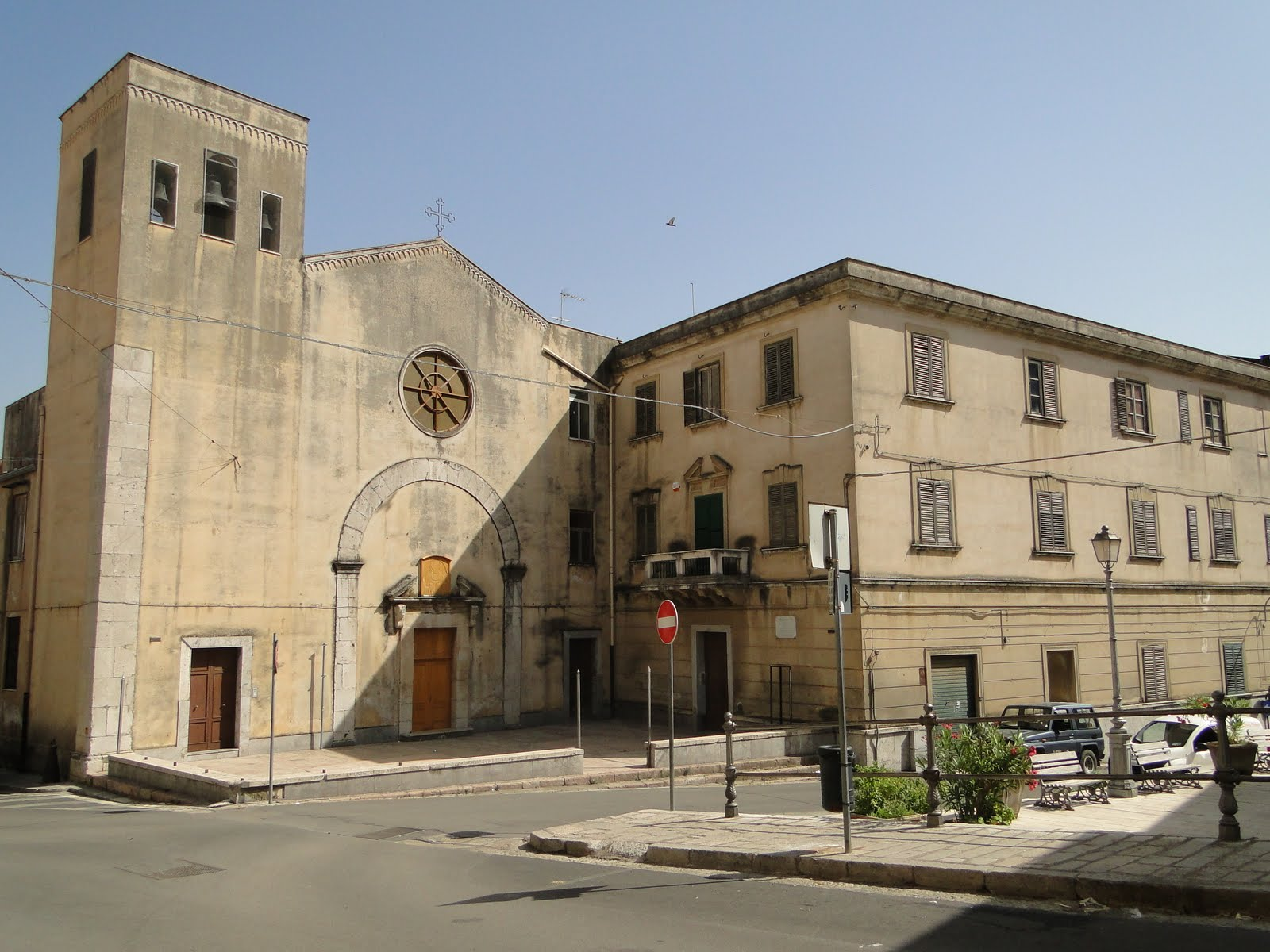
Episcopio e annesso Seminario eparchiale, erede del distrutto Seminario Italo-Albanese di Palermo (1734)

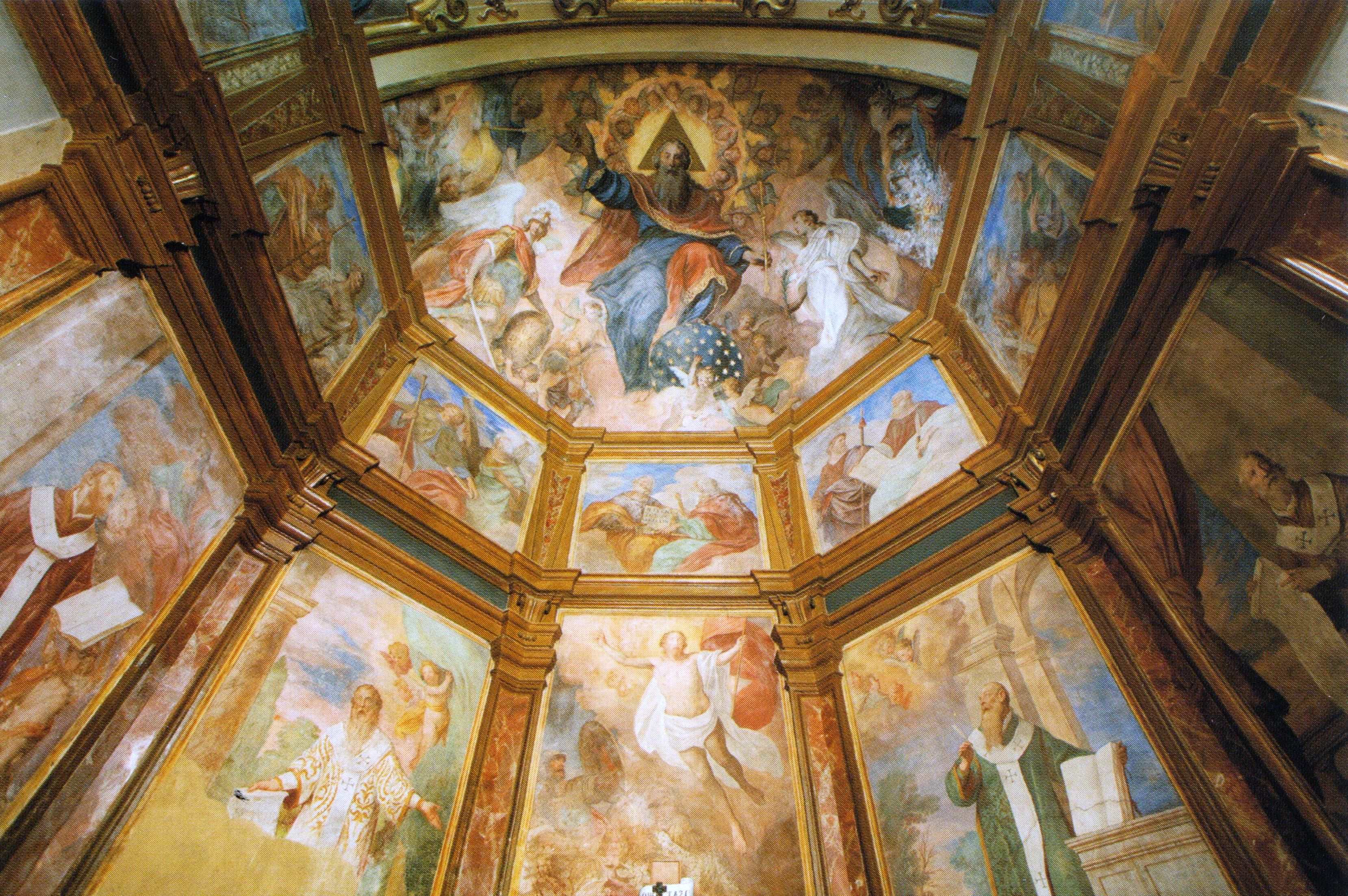
Affreschi dell'abside e dell'arco trionfale di Pietro Novelli (1641-1644) nella Cattedrale di Piana degli Albanesi.

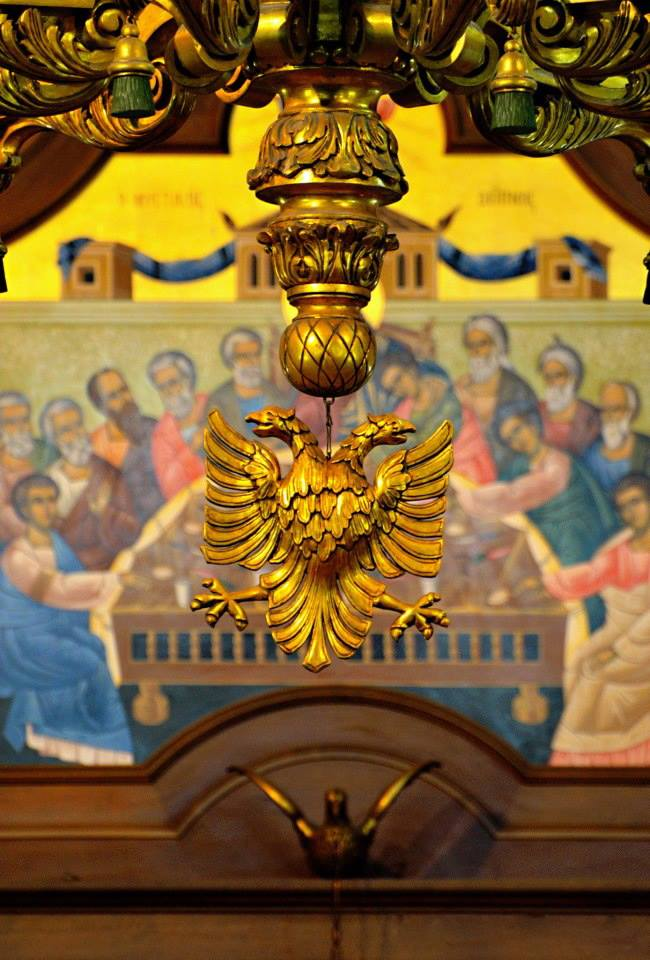
L'aquila bicipite, simbolo degli albanesi, nella cattedrale.

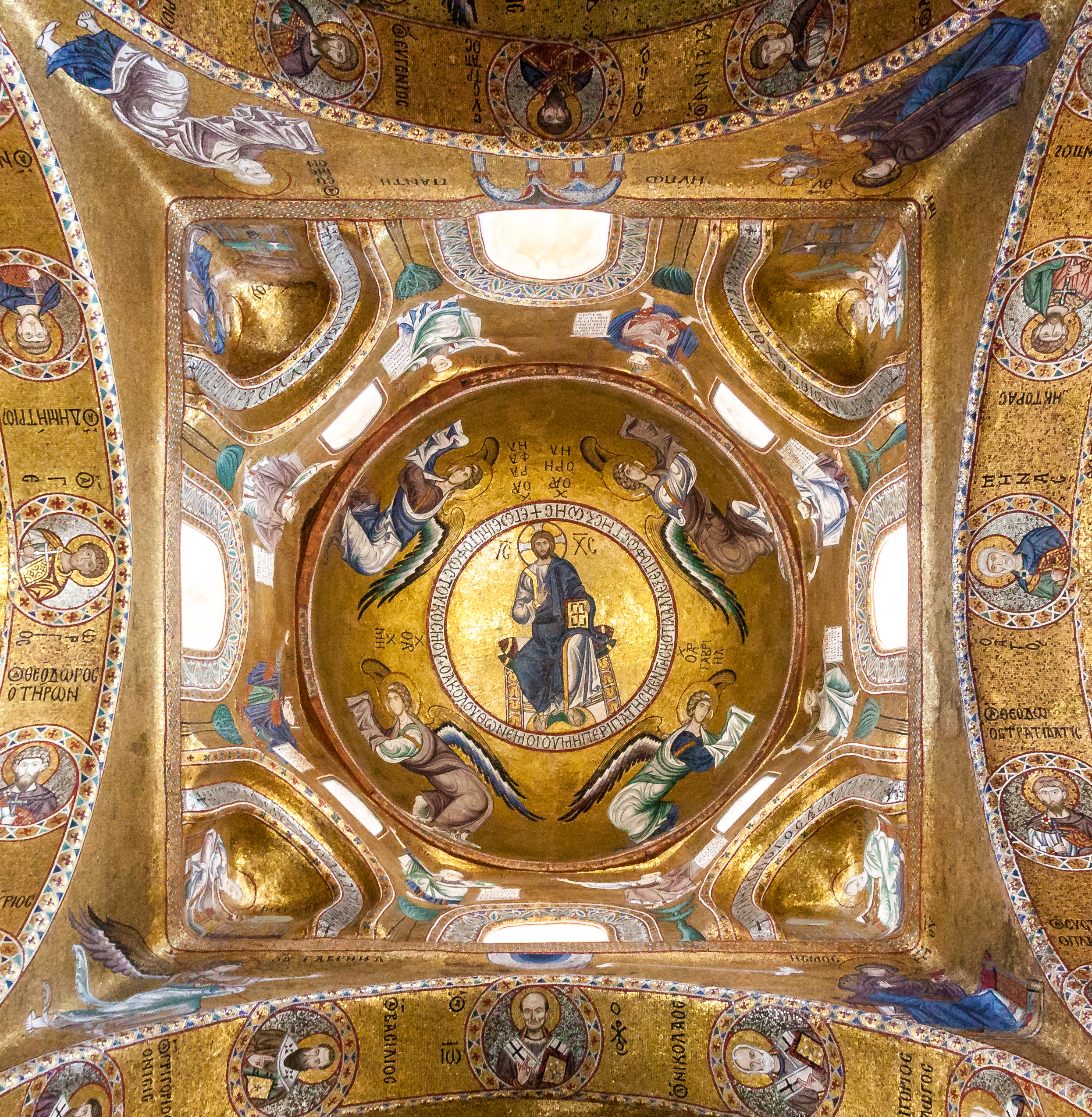
Mosaico della cupola della concattedrale in Palermo raffigurante Cristo in trono.

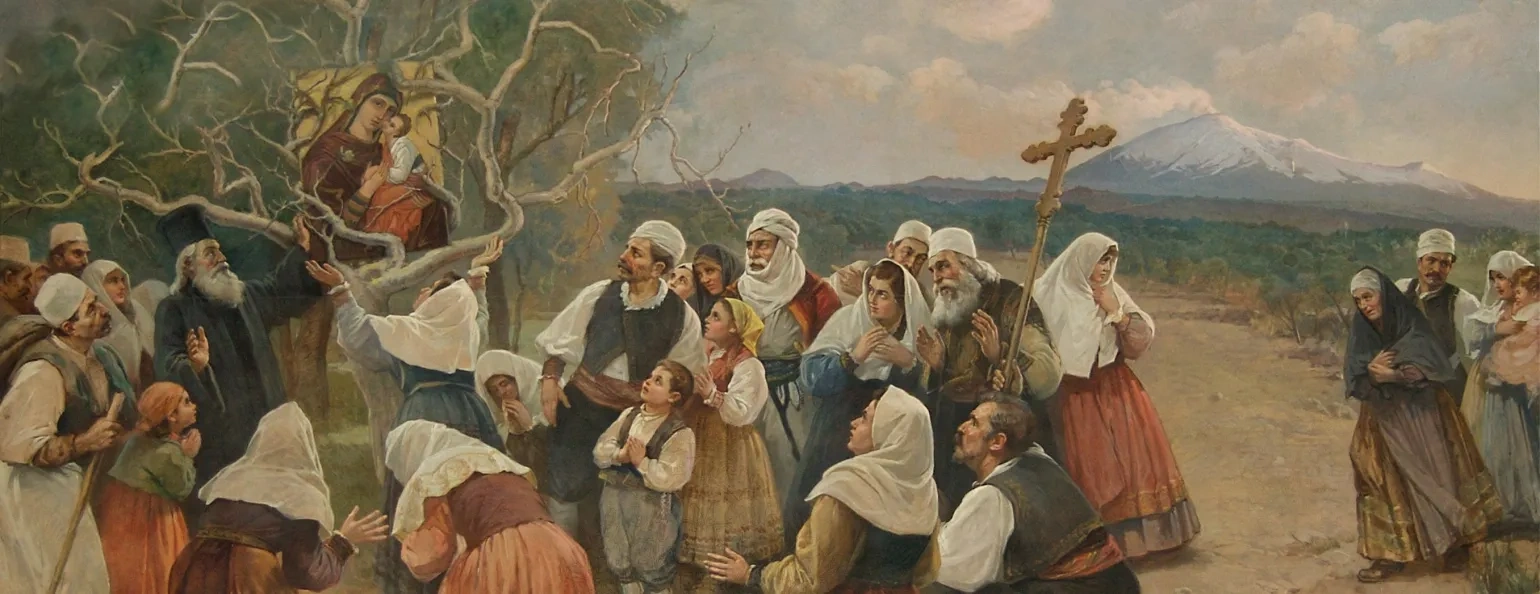
L'arrivo degli esuli albanesi in Sicilia, chiesa di Santa Maria dell'Elemosina, Biancavilla, affresco (XIX sec.).

L'eparchia di Piana degli Albanesi (in latino Eparchia Planensis Albanensium) è una sede della Chiesa bizantina cattolica in Italia immediatamente soggetta alla Santa Sede e appartenente alla regione ecclesiastica Sicilia. Nel 2023 contava 23.400 battezzati su 24.500 abitanti. La sede è vacante.

## Territorio
L'eparchia comprende i cinque comuni sparsi nella provincia di Palermo rimasti fedeli al rito bizantino italo-albanese: Piana degli Albanesi, Contessa Entellina, Mezzojuso, Palazzo Adriano, Santa Cristina Gela, e una parrocchia ad personam in Palermo. L'eparca, che ha rango di vescovo, ha giurisdizione su tutti i fedeli albanesi della Sicilia.
Sede eparchiale è Piana degli Albanesi, dove si trova la cattedrale di San Demetrio Megalomartire. A Palermo sorge la concattedrale di San Nicolò dei Greci alla Martorana, a cui sono assegnati, con giurisdizione personale, i fedeli italo-albanesi di rito bizantino ivi residenti.
Il territorio è suddiviso in 16 parrocchie.
Nel territorio eparchiale sono presenti ordini religiosi femminili e maschili che professano il rito orientale, quali le Suore Collegine della Sacra Famiglia, la congregazione delle Suore Basiliane Figlie di Santa Macrina e i monaci basiliani.
In Piana degli Albanesi è attivo il Seminario eparchiale italo-albanese. Sempre a Piana degli Albanesi esiste il collegio delle suore italo-albanesi del SS. Bambino Gesù e della Sacra Famiglia, note col nome di "Collegine", le quali religiose sono presenti anche a Mezzojuso. A Mezzojuso e Piana degli Albanesi esistono monasteri basiliani, affidati ai monaci italo-albanesi della Congregazione di San Nilo di Grottaferrata. A Mezzojuso, inoltre, sorge la Casa Generalizia delle Suore Basiliane italo-albanesi, diffuse in tutta l'eparchia e in Palermo. A Palermo sono di proprietà dell'eparchia l'ex Seminario Italo-Albanese, fra la via omonima e piazza Padre Giorgio Guzzetta, e l'area fra via Angiò e Cortile Seminario Greco con l'ex villa e cappella annessa bizantina che furono la sede estiva del Seminario.
Un importante patrimonio accumulato per secoli da donazioni borboniche e da legati di privati membri della comunità italo-albanese stessa è stato assorbito dall'ente ecclesiastico eparchia con la sua erezione.
Le istituzioni storiche più importanti dell'eparchia, che si prodigarono nella solida formazione dei giovani di ogni colonia albanese di Sicilia secondo il rito greco e la lingua albanese proprie, sono state: il Monastero basiliano A. Reres di Mezzojuso (1609), con monaci e sacerdoti missionari in Albania; l'Oratorio di S. Filippo Neri (Rritiri) di Piana degli Albanesi (1716), per i sacerdoti celibi; il Collegio di Maria di Piana degli Albanesi (1731), per le giovani arbëreshe; il Seminario italo-albanese di Palermo (1734), per i giovani arbëreshë candidati al presbiterato.
A queste si aggiunse il Convitto Francesco Saluto di Palermo (1879), che prese il nome del benefattore Francesco Saluto di Piana degli Albanesi che la donò alla Chiesa italo-albanese, ed eretto con decreto del re Umberto I per agevolare i giovinetti della comunità albanese di Sicilia recati nel capoluogo per lo studio universitario.

## Liturgia e rito
(Papa Paolo VI in occasione delle celebrazioni in onore del cinquecentenario di Giorgio Castriota Scanderbeg a Roma del 23-26 aprile 1968, promosse dall'Eparchia di Piana degli Albanesi e dalle altre due circoscrizioni Italo-Albanesi.)
Elemento fortemente caratterizzante dell'eparchia di Piana degli Albanesi è il rito bizantino, professato dai fedeli in tutta la diocesi. Essendo nel tempo concesse, tuttavia, alcune parrocchie per il rito romano ai pochi forestieri di passaggio o residenti nei centri albanesi, è stato permesso loro - con l'erezione dell'eparchia - il non dimettere il rito latino in quelle chiese e parrocchie originariamente di rito greco. Sono oggi 5 le parrocchie latine, su 15 dell'eparchia, in cui non viene osservato il rito bizantino. Non sono mancati con il succedersi degli anni, fino a tempi recentissimi, problemi e screzi tra "latini" (siciliani di rito latino o romano) e "greci" (albanesi di rito greco o bizantino). Il centro di Santa Crista Gela, con una sola parrocchia, ha nel secolo scorso dismesso il rito bizantino per l'adozione del rito romano, ciò nonostante in alcuni momenti particolari, viene riosservato il rito bizantino, con la celebrazione solenne dei papàs e presieduta dell'eparca.
Le lingue liturgiche del rito bizantino italo-albanese sono: la koinè greca, tradizionalmente in uso in quanto in passato era la lingua ecclesiastica del mondo cristiano d'Oriente, e l'albanese, la lingua madre dei fedeli arbëreshë.
Nel rito, assieme alla lingua albanese, sono importanti per gli arbëreshë i paramenti liturgici, carichi di simboli cristiani, tra i quali numerosi sono antichi e di fattura locale (XVIII secolo), naturalmente diversi da quelli dei paramenti in uso nella Chiesa latina. 
L'eparca, ossia il vescovo, indossa tutti i paramenti sacri propri del presbitero, ma al posto del felònion utilizza il sàkkos, l'omophorion (omerale, un'antica sciarpa di distinzione cerimoniale avvolta sulle spalle), la mitra, il pastorale; in più il vescovo utilizza il tricherio e il dicherio, candelieri liturgici a due e tre candele utilizzate per la benedizione solenne nel rito pontificale. 
Quando il vescovo non celebra, perché assiste ad una celebrazione di rito latino, indossa sempre i propri paramenti bizantini con il mandìas, ampio velo di seta a forma di mantello caudato, di colore viola o porpora chiuso sul petto e sopra le ginocchia.
Di richiamo particolare, durante le Divine liturgie e le funzioni solenni i costumi tradizionali femminili albanesi, riccamente ricamati, di Piana degli Albanesi. Essi vengono indossati in particolari feste di famiglia, come matrimoni e battesimi, e in alcune solennità dell'anno liturgico bizantino, specialmente in occasione dell'Epifania e della Settimana Santa, detta in albanese Java e madhe (la Grande Settimana).
Complessa e ricca è la sua antica tradizione musicale e canora bizantina, sia nel repertorio greco e sia in albanese, che fa parte del Registro Eredità Immateriali della Sicilia, quest'ultimo riconosciuto dall'UNESCO. L'Eparchia di Piana degli Albanesi ha meglio conservato, rispetto a quella di Lungro, il rito originario neo-sabaitico, importato all'epoca dell'emigrazione albanese in Italia e originario del monastero di San Saba in Palestina.
L'Eparchia è oggi la risultanza della fedele e tenace conservazione etnico-religiosa degli albanesi, che cinquecento anni di permanenza in Sicilia non hanno minimamente cancellato, e i cui costumi e canti tradizionali, usi e consuetudini, lingua e rito bizantino rappresentano la continuità storica di una tradizione mai interrotta che si ricollega ai tempi dello Scanderbeg, all'epoca, cioè, in cui gli albanesi andavano fieri per il prestigio goduto in tutta Europa a motivo della loro invitta fede cristiana, del loro attaccamento al rito bizantino e al patrimonio culturale della loro terra d'origine.

## Storia
(Tratto dal discorso pronunciato da papa Giovanni Paolo II in occasione del suo incontro con la Comunità eparchiale, avvenuto il 21 novembre del 1982 presso la concattedrale in Palermo dell'eparchia di Piana degli Albanesi.)
Gli italo-albanesi sono un gruppo etnico albanese stanziatosi nel XV secolo in Italia (a partire dal 1448 circa, fino a tutto il XVIII secolo), a seguito delle molteplici emigrazioni dall'Albania, dall'Epiro, dalla Macedonia e dalle regioni albanesi (arvaniti) della Morea e dall'Attica (dal 1534 in poi), causate dall'avanzata turco-ottomana. Generalmente gli esuli albanesi si insediarono presso località abbandonate o fondarono nuovi villaggi, portando con sé il proprio patrimonio culturale, linguistico e religioso.
Gli albanesi in Italia, sebbene in comunione con il papa, seguivano rito e tradizioni spirituali dell'Oriente cristiano. Essi diedero fin da subito prova di fedeltà alla Sede apostolica, che però localmente non riconobbe i bisogni istituzionali e religiosi della comunità di "rito greco".
Questi rapporti tesi tra "latini" e "greci" diedero occasione a papa Clemente VIII di approvare un'istruzione che limitava fortemente l'attività religiosa degli albanesi (31 maggio 1595).
Nel 1576, con la bolla In Apostolicae Sedis specula del 13 gennaio, papa Gregorio XIII istituì il Collegio Greco in Roma per la formazione dei sacerdoti italo-albanesi di rito greco.
Nel 1609 fu eretto da Andrea Reres il monastero basiliano di Mezzojuso.
In Chimarra, una regione del sud dell’attuale Albania, Propaganda Fide aveva avviato un'attività missionaria già dalla metà del XVI secolo a seguito dei contatti tra il Papato e l’arcivescovato ortodosso di Ocrida, uno dei baluardi cristiani contro l’islamizzazione dell’area. Dal 1660 si recarono quindi in Albania i primi monaci basiliani italo-albanesi, nel contempo sacerdoti albanesi di Sicilia furono missionari in Albania (diocesi di Durazzo, comprendente la regione dell'Epiro-Ciamuria), con vescovi ordinanti per la sorella Chiesa greco-cattolica albanese dal 1660 al 1769.
Nel 1716 venne fondato da padre Giorgio Guzzetta l'Oratorio San Filippo Neri in Piana degli Albanesi per i sacerdoti celibi di "rito greco", che si prodigò alla solida formazione dei giovinetti italo-albanesi di Sicilia, preludio dell'opera più vasta del Seminario italo-albanese di Palermo.
Nel 1731, per opera di papàs Antonio Brancato e la cooperazione di padre Giorgio Guzzetta, fu fondato in Piana degli Albanesi il Collegio di Maria per la formazione nel proprio rito e tradizione delle giovani fanciulle italo-albanesi di Sicilia.
Il 19 dicembre 1734 era stato istituito a Palermo il Seminario italo-albanese, che diede l'opportunità di formare un clero nel solco della tradizione orientale, ma nel tempo stesso fedele alla gerarchia locale. Quest'opera di conciliazione fu fortemente voluta da padre Giorgio Guzzetta, servo di Dio e apostolo degli Albanesi di Sicilia.
I provvedimenti sulla libertà di culto degli italo-albanesi furono confermati da papa Benedetto XIV con la bolla Etsi pastoralis del 26 maggio 1742.
Il 6 febbraio 1784 fu eretto un vescovato di rito bizantino ordinante per gli albanesi in Sicilia, con la bolla Commissa Nobis divinitus di papa Pio VI. Non si trattava di una diocesi, ma era prevista la presenza di un vescovo per poter ordinare i sacerdoti formati presso il Seminario italo-albanese di Palermo. Il primo vescovo fu Giorgio Stassi, vescovo titolare di Lampsaco. Prima i fedeli albanesi e i loro sacerdoti non avevano alcun diritto ed erano a rischio di assimilazione al rito romano.
Il 12 novembre 1820 papa Pio VII con la bolla Incumbentes in eam curam istituì la collegiata di San Demetrio in Piana degli Albanesi, allora detta Piana dei Greci.
Nel 1867 papa Pio IX rinunciò alla preminenza del rito latino sugli altri riti e ciò diede inizio ad alcune aperture da parte della Santa Sede nell'ultimo terzo del XIX secolo.
Nel 1879 venne fondato il Convitto Saluto in Palermo, opera pia per gli studenti italo-albanesi, per volontà di Francesco Saluto.
Nel 1883 un significativo numero di giovani da Contessa Entellina, Palazzo Adriano e Piana degli Albanesi, desiderosi di seguire la vita religiosa secondo i propri riti, sono ammessi al probandato del monastero basiliano di Grottaferrata, per il recupero e il ripristino della piena osservanza del rito bizantino nella badia, ormai ridotta a membri provenienti dalle diocesi di rito romano. Da quel momento, provenienti anche da Mezzojuso, Santa Cristina Gela, e dalle cittadine albanesi dalla Calabria, della Basilicata, del Molise e d'Abruzzo, i monaci italo-albanesi daranno un notevole apporto alla crescita religiosa, culturale ed ecclesiastica del monastero basiliano di Grottaferrata e le istituzioni della badia daranno un significativo contribuito alla crescita culturale e religiosa della comunità arbëreshe.
Nel 1888 gli italo-albanesi inviano al papa una supplica per reclamare l’autonomia ecclesiastica.
La domenica di Pasqua del 1904 viene fondata a New York, in Lower Manhattan, la parrocchia Nostra Signora delle Grazie (Our Lady of Grace Italo-Albanian Greek-Catholic Mission and Society) di rito bizantino, per i fedeli italo-albanesi in grande numero emigrati negli Stati Uniti. Essa è stata attiva fino al 1946.
Con l'istituzione il 13 febbraio 1919 dell'eparchia di Lungro per i fedeli albanesi di Calabria di rito greco, gli albanesi di Sicilia nel 1929 fecero sorgere un Circolo per l'Oriente Cristiano, diventato poi, nel 1931, l'Associazione Cattolica Italiana per l'Oriente Cristiano (A.C.I.O.C.), come pronta adesione all'appello dell'enciclica Rerum Orientalium di papa Pio XI.

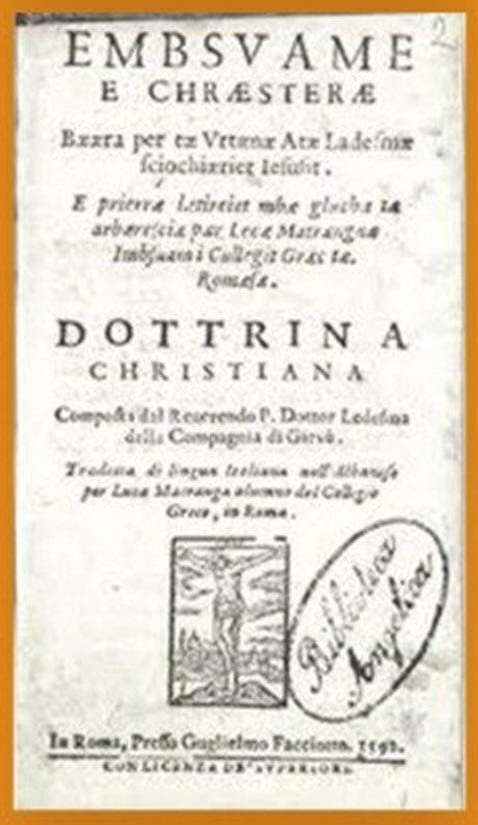
La "Dottrina Cristiana" (E Mbësuame e Krështerë) di Papàs Luca Matranga, Collegio Greco, Roma 1592.

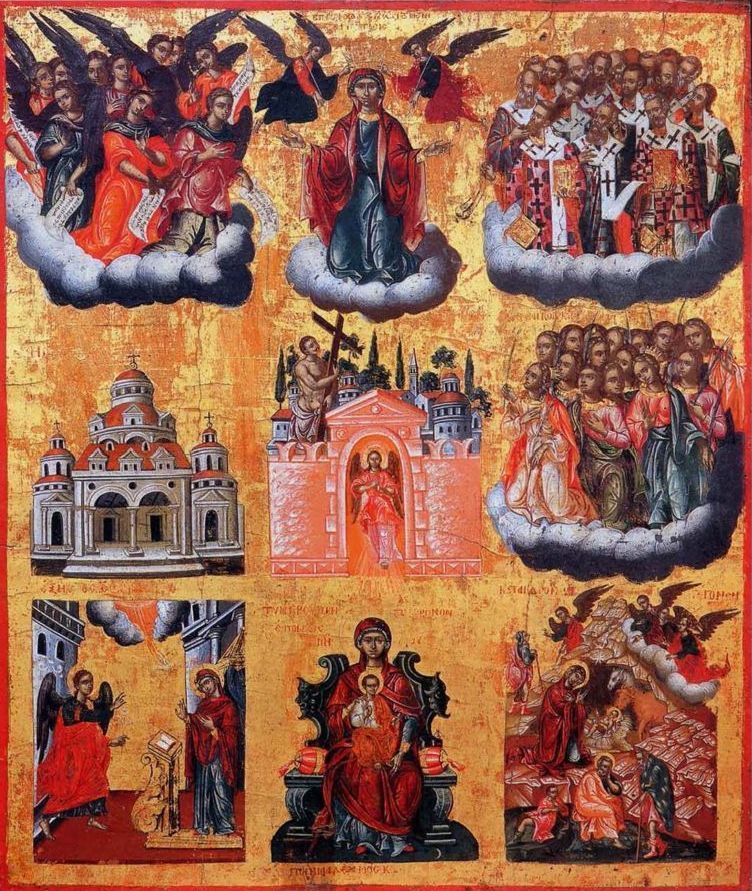
Epi si Cheri, icona siculo-albanese di influenza cretese (XVII sec.), monaco basiliano arvanita, Mezzojuso.

Nel 1921 fu istituito a Mezzojuso, da padre Nilo Borgia e madre Macrina Raparelli, l'istituto religioso delle Suore basiliane figlie di Santa Macrina per l'apostolato presso le popolazioni albanesi d'Italia di rito bizantino e l'Oriente cristiano (Albania, Kosovo).
Viene aperta nel 1934 la causa di beatificazione del servo di Dio padre Giorgio Guzzetta.
Il 26 ottobre 1937 la bolla Apostolica Sedes di papa Pio XI segnò l'erezione dell'eparchia di Piana dei Greci, con giurisdizione sui fedeli di rito greco-bizantino della Sicilia. La bolla fu solennemente promulgata nella cattedrale di San Demetrio di Piana degli Albanesi dal cardinale Luigi Lavitrano il 16 gennaio 1938.
La nuova diocesi comprendeva i comuni di Piana dei Greci e di Santa Cristina, ricavandone il territorio dalle arcidiocesi di Monreale e di Palermo, e le parrocchie di rito bizantino di Mezzojuso, di Contessa e di Palazzo Adriano sottratte alla giurisdizione dell'arcidiocesi di Palermo la prima e dell'arcidiocesi di Monreale le ultime due, in Palermo la parrocchia di San Nicolò dei Greci e la chiesa di Santa Maria dell'Ammiraglio.
Nel 1938 i monaci basiliani italo-albanesi ritornavano missionari, dopo secoli, in Albania, con l’apertura delle prime due case a Fier e ad Argirocastro.
Nel 1940 al monastero di Grottaferrata si tenne il 1º Sinodo intereparchiale della Chiesa italo-albanese; venne invitata a parteciparvi una delegazione della Chiesa ortodossa autocefala albanese, momento storico che costituisce un'anticipazione dello spirito ecumenico al quale è sempre stata votata la Chiesa cattolica italo-albanese.
Il 25 ottobre 1941 l'eparchia assunse il nome attuale.
Nel 1943, a causa dei bombardamenti di Palermo nella seconda guerra mondiale, la concattedrale di Santa Maria dell'Ammiraglio è divenuta sede della parrocchia personale di San Nicolò "dei Greci"; contemporaneamente la sede del seminario italo-albanese di Palermo è stato spostato in Piana degli Albanesi.
Nel 1946 un congruo gruppo di sacerdoti e monaci greco-cattolici albanesi d'Albania, senza farne più ritorno, si rifugia presso l'eparchia dal regime comunista albanese.
Nel 1948 è stato fondato il monastero basiliano di Piana degli Albanesi. Dal 1950 è nuovamente attivo il seminario italo-albanese a Piana degli Albanesi.
Nel 1951 viene riaperta al culto la rinata parrocchia "greca" di Malta, ricostruita interamente dopo la sua distruzione nel secondo conflitto mondiale, per opera e progetto del parroco proveniente da Piana degli Albanesi.
Nel 1952 i resti mortali del servo di Dio padre Giorgio Guzzetta, in accoglimento a un vivo desiderio del clero italo-albanese e del popolo dell'eparchia, sono stati trasferiti dalla chiesa dei Padri Filippini dell'Olivella in Palermo alla cattedrale di Piana degli Albanesi, con austero rito religioso e con grande manifestazione di riconoscente devozione.
L'8 luglio 1960 con la bolla Orientalis Ecclesiae papa Giovanni XXIII ha assegnato alla giurisdizione dell'eparca di rito bizantino di Piana degli Albanesi anche le parrocchie latine dei comuni di Contessa Entellina, Mezzojuso e Palazzo Adriano. Tanto prima che dopo tale data sono talora registrabili ancora contrasti tra i due riti.
L'eparchia è stata affidata all'amministrazione apostolica degli arcivescovi di Palermo fino al 1967, anno in cui fu eletto il primo eparca (già vescovo ausiliare dal 1937), ottenendo la completa autonomia.
Nello stesso anno, l'eparca di Piana degli Albanesi incontra il papa e il patriarca di Costantinopoli.
Nel 1973 una delegazione della Chiesa ortodossa di Grecia ha reso una visita ufficiale agli italo-albanesi dell'eparchia.
Nel 1982 papa Giovanni Paolo II ha incontrato i fedeli e i religiosi dell'eparchia presso la concattedrale.
Con la caduta del regime comunista, dal 1992 vengono ripresi i rapporti ufficiali con la Chiesa ortodossa e la Chiesa cattolica in Albania; viene restaurata con fondi provenienti dalle comunità italo-albanesi la chiesa greco-cattolica albanese di San Pietro in Elbasan, costruita dai monaci di Grottaferrata. Tra il 1997 e il 2002 l'eparchia ha dato sostegno alla Chiesa cattolica in Kosovo colpita dalla guerra.
Nel 2004 si è tenuto al monastero di Grottaferrata il 2º Sinodo intereparchiale della Chiesa cattolica italo-albanese. Pochi mesi a seguire, nel 2005, la Chiesa italo-albanese è stata in udienza da papa Giovanni Paolo II.
Nel 2015 vengono rinvenuti a Dhërmi, nei pressi di Himara, i resti mortali di mons. Nilo Catalano, monaco basiliano italo-albanese, missionario arcivescovo di Durazzo e vicario apostolico d'Albania nella metà del XVII secolo. 
La suora madre Macrina Raparelli, cofondatrice della Congregazione delle Suore basiliane figlie di Santa Macrina, è stata dichiarata venerabile dal 2017; nello stesso anno si è conclusa l’inchiesta diocesana sulla canonizzazione di padre Giorgio Guzzetta, nel 2021 dichiarato venerabile. Nel 2019, nel centenario della sorella eparchia di Lungro, una folta delegazione di religiosi e fedeli dell'eparchia di Piana degli Albanesi si è recata in udienza dal papa in Vaticano.
Il 18 ottobre 2024 l'eparchia riceve visita civile congiunta dei presidenti delle due repubbliche d'Italia e d'Albania.

## Vescovi ordinanti per gli Albanesi di Sicilia
- Giorgio Stassi † (25 giugno 1784 - 26 marzo 1802 deceduto)[45]
- Giuseppe Guzzetta † (29 marzo 1802 - 1813 deceduto)[45]
- Francesco Chiarchiaro † (23 settembre 1816 - 31 ottobre 1834 deceduto)[45]
- Giuseppe Crispi † (20 dicembre 1835 - 10 settembre 1859 deceduto)[45]
- Agostino Franco † (1860 - 1877 deceduto)[46]
- Giuseppe Masi † (29 gennaio 1878 - 11 aprile 1903 deceduto)[47]
- Paolo Schirò † (5 febbraio 1904 - 12 settembre 1941 deceduto)[48]

Vescovi ordinanti provenienti dagli albanesi di Sicilia sono stati nominati per quelli di Calabria:
- Agostino Franco † (1858 - 1859)[50]
- Giuseppe Schirò † (30 luglio 1889 - 29 novembre 1896)[51]
- Giovanni Barcia † (24 aprile 1902 - 2 dicembre 1912)[52]

## Cronotassi degli eparchi
Si omettono i periodi di sede vacante non superiori ai 2 anni o non storicamente accertati.
- Sede vacante (1937-1967)

- Giuseppe Perniciaro † (12 luglio 1967 - 31 maggio 1981 dimesso)
- Ercole Lupinacci † (25 marzo 1981 - 30 novembre 1987 nominato eparca di Lungro degli Italo-Albanesi)
- Sotìr Ferrara † (15 ottobre 1988 - 8 aprile 2013 ritirato)[54]
- Giorgio Demetrio Gallaro (31 marzo 2015 - 25 febbraio 2020 nominato segretario della Congregazione per le Chiese orientali[55])
  - Sede vacante (dal 2020)
  - Francesco Montenegro[1], dal 19 giugno 2023 (amministratore apostolico)

## Santi

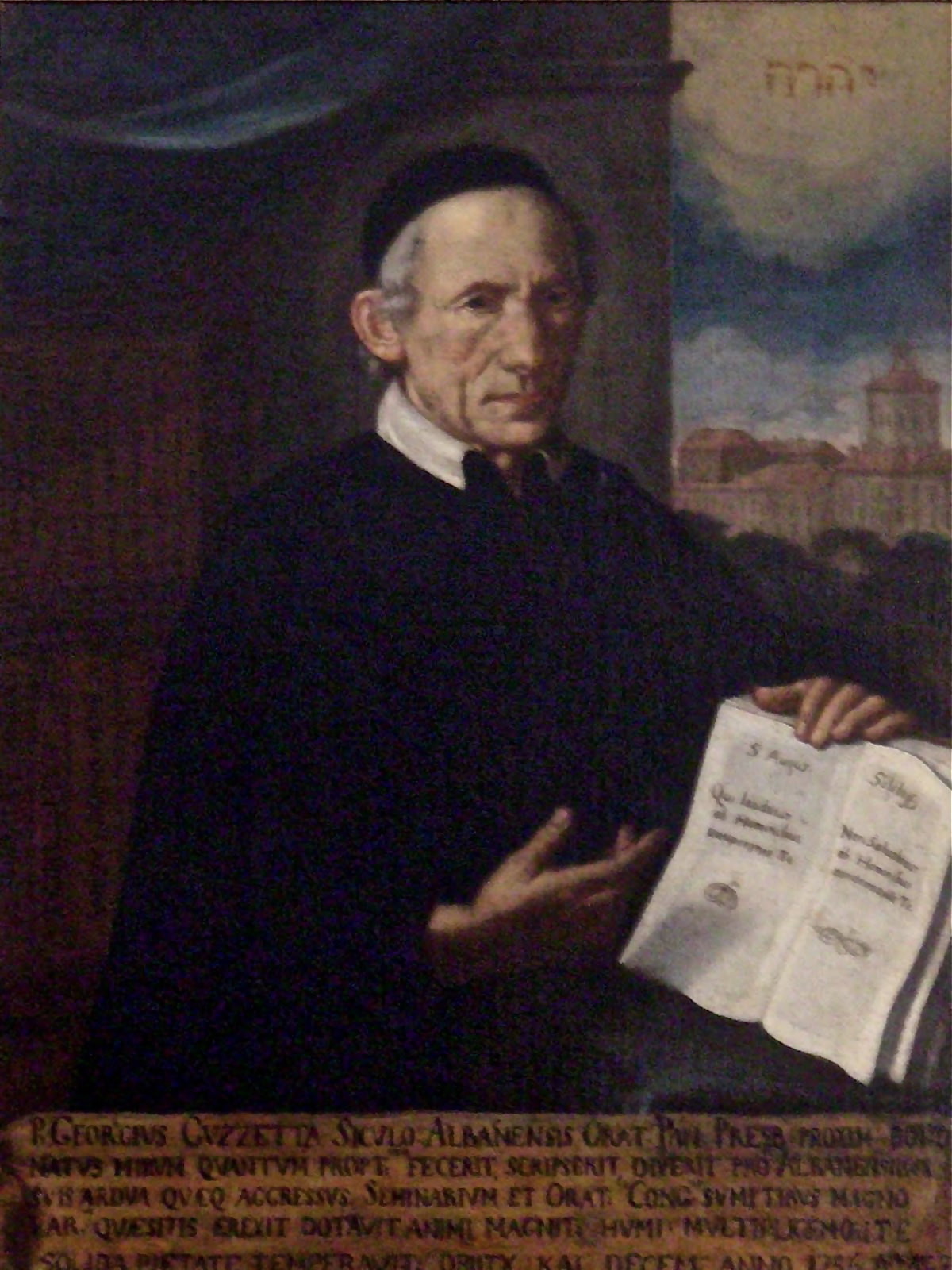
Il venerabile padre Giorgio Guzzetta (1682 – 1756)

### Patroni
- San Demetrio Megalomartire, patrono della diocesi e titolare della chiesa cattedrale. La devozione di Maria SS.ma Odigitria, patrona di Piana degli Albanesi, è diffusissima in tutto il territorio dell'eparchia. Ampia è nei comuni dell'eparchia la devozione a San Nicola di Mira[56].

### Venerabili, beati e santi dell'eparchia
- Venerabile padre Giorgio Guzzetta (1682 - 1756), apostolo degli albanesi di Sicilia, si prodigò costantemente nella difesa etnico-religiosa del suo popolo.
- Venerabile madre Macrina Raparelli (1893 - 1970), basiliana, cofondatrice con padre Nilo Borgia della congregazione delle Suore basiliane figlie di Santa Macrina[57][58].
- Beato papàs Josif Papamihali (1912 - 1948), martire della Chiesa greco-cattolica albanese legato all'eparchia[59][60].

## Statistiche
L'eparchia nel 2023 su una popolazione di 24.500 persone contava 23.400 battezzati, corrispondenti al 95,5% del totale.
| anno | popolazione | popolazione | popolazione | presbiteri | presbiteri | presbiteri | presbiteri                | diaconi | religiosi | religiosi | parrocchie |
| anno | battezzati  | totale      | %           | numero     | secolari   | regolari   | battezzati per presbitero | diaconi | uomini    | donne     | parrocchie |
| ---- | ----------- | ----------- | ----------- | ---------- | ---------- | ---------- | ------------------------- | ------- | --------- | --------- | ---------- |
| 1948 | 20.500      | 20.500      | 100,0       | 27         | 21         | 6          | 759                       |         | 8         | 29        | 11         |
| 1970 | 35.100      | 35.129      | 99,9        | 35         | 28         | 7          | 1.002                     |         | 9         | 65        | 15         |
| 1980 | 33.180      | 33.234      | 99,8        | 27         | 22         | 5          | 1.228                     |         | 6         | 67        | 14         |
| 1990 | 28.400      | 30.000      | 94,7        | 26         | 23         | 3          | 1.092                     | 3       | 4         | 53        | 15         |
| 1999 | 28.500      | 30.000      | 95,0        | 27         | 25         | 2          | 1.055                     | 2       | 3         | 41        | 15         |
| 2000 | 28.500      | 30.000      | 95,0        | 27         | 25         | 2          | 1.055                     | 2       | 3         | 41        | 15         |
| 2001 | 28.500      | 30.000      | 95,0        | 29         | 27         | 2          | 982                       | 2       | 3         | 41        | 15         |
| 2002 | 28.500      | 30.000      | 95,0        | 33         | 30         | 3          | 863                       | 2       | 4         | 42        | 15         |
| 2003 | 28.500      | 30.000      | 95,0        | 32         | 30         | 2          | 890                       | 3       | 3         | 121       | 15         |
| 2004 | 28.500      | 30.000      | 95,0        | 32         | 30         | 2          | 890                       | 1       | 7         | 118       | 15         |
| 2009 | 28.500      | 30.000      | 95,0        | 31         | 30         | 1          | 919                       | 4       | 21        | 139       | 15         |
| 2013 | 29.000      | 30.500      | 95,1        | 28         | 27         | 1          | 1.035                     | 4       | 21        | 138       | 15         |
| 2016 | 23.000      | 24.225      | 94,9        | 24         | 24         |            | 958                       | 4       | 4         | 55        | 15         |
| 2019 | 23.300      | 24.200      | 96,3        | 27         | 25         | 2          | 862                       | 3       | 15        | 52        | 15         |
| 2021 | 23.120      | 24.000      | 96,3        | 26         | 24         | 2          | 889                       | 3       | 16        | 47        | 16         |
| 2023 | 23.400      | 24.500      | 95,5        | 23         | 21         | 2          | 1.017                     |         | 17        | 49        | 16         |